# Lublóváralja
Lublóváralja (1899-ig:Szadek-Lublóvár szlovákul: Podsadok) Ólubló városrésze Szlovákiában, az Eperjesi kerület Ólublói járásában.

## Fekvése
Ólubló északkeleti városrésze a Poprád-folyó bal oldalán.

## Története
1364-ben „Szadek” néven Ólubló határleírásában említik először. A települést valószínűleg a 14. század első negyedében alapították Lubló várának szolgáló falujaként, de csak a 18. században kezdett benépesülni. 1787-ben a népszámlálás szerint 40 család lakott a faluban. Területén kohó működött, ahol a Szepesség középső részén bányászott ércet dolgozták fel. A kohó megszűnése után lakói nagyrészt a szomszédos falvakban telepedtek le. 1828-ban mindössze 7 ház állt a településen, ahol 63 lakos élt. A 19. század közepén lett önálló község, lakói főként mezőgazdaságból és kőfaragásból éltek. Szadek és Máté között a hegyekben márványt is bányásztak, melyet lengyelországi és magyarországi építkezésekhez szállítottak.
Fényes Elek 1851-ben kiadott geográfiai szótárában így ír a faluról: „Szadek, tót falu, Szepes vmegyében, Lublyó vár alatt 25 házban 143 r. kath. lakik. Szántóföldjei középszerüek s hegyen feküsznek, majorságiak, de a lakosok által miveltetnek, kik különben marhakereskedésből táplálják magukat. A falu Poprád folyó mellett fekszik, s a lublyói uraság birtoka.”
1890-ben 357-en laktak a községben. 1910-ben 233, többségben szlovák lakosa volt, jelentős lengyel és cigány kisebbséggel. A trianoni diktátum előtt Szepes vármegye Ólublói járásához tartozott.
1964-ben csatolták Ólublóhoz.

## Nevezetességei
Szent József tiszteletére szentelt római katolikus temploma 1943-ban épült.

## Külső hivatkozások
- Lublóváralja Szlovákia térképén
- A település az Ólublói járás történeti szótórában

## Lásd még
- Ólubló